# رينيه فايلر
رينيه فايلر (بالفرنسية: René Weiler)‏ هو لاعب كرة قدم سابق ومدرب كرة قدم سويسري يدرب حاليا في نادي كاشيما انتلرز الياباني، ولد في 13 سبتمبر 1973 في فينترتور في سويسرا. شارك مع منتخب سويسرا لكرة القدم أما مع النوادي، فقد لعب مع نادي فينترتور، آراو، سيرفيت ونادي زيورخ.

## مسيرته الكروية
بدأ فايلر مسيرته الكروية في نادي فينترتور السويسري في عام 1990، وانتقل لعدد من الأندية السويسرية أبرزها نادي آراو ونادي سيرفيت ونادي زيورخ قبل أن يعود لفينترتور ويعتزل كرة القدم في عام 2001 بقميص ناديه السويسري.

### مسيرته الدولية
مثل فايلر منتخب سويسرا في مباراة واحدة في 10 فبراير 1997 (بديلاً لمراد ياكين) أمام منتخب روسيا وانتهت المباراة بفوز المنتخب الروسي بهدفين مقابل هدف.

## مسيرته التدريبية
بدأ فايلر مشواره كمدير فني في أبريل من عام 2005، حيث عين كمديرًا فنيًا مؤقتًا (لمدة 16 يومًا فقط) لفريق سانت غالين السويسري، وقاد الفريق في 3 مباريات فاز في واحدة وتعادل في أخرى وخسر الثالثة، ثم تولى بعد ذلك مهمة تدريب فريق الشباب بنفس النادي (تحت 21 عاماً) من يوليو 2006 حتى أكتوبر 2007. وانتقل فايلر بعدها لتولي قيادة نادي جراسهوبر زيوريخ (تحت 16 عاماً) لمدة 9 أشهر فقط من أغسطس 2008 حتى يونيو 2009.
ترك فايلر فرق الناشئين لتدريب نادي شافهاوزن السويسري في الدرجة الثانية، وخلال عامين مع شافهاوزن (في الفترة من عام 2009 حتى عام 2011) قاد فايلر الفريق في 55 مباراة، فاز في 18 مباراة، وخسر في 24، وتعادل في 13 مباراة، ولم ينجح في الصعود بالفريق إلى دوري الدرجة الأولى. بعد ذلك اتجه فايلر لتدريب فريق آراو - أحد فرق الدرجة الثانية آنذاك - وذلك لمدة ثلاثة مواسم في الفترة ما بين 2011 حتى 2014، ونجح في الصعود بهم إلى دوري الدرجة الأولى السويسري موسم 2012-2013، وتمكن من البقاء معهم في دوري الدرجة الأولى خلال موسم 2013-2014، محتلًا المركز التاسع وقبل الأخير في جدول الترتيب. وخاض فايلر مع أراو 119 مباراة إجمالا، حقق الفوز في 65 منها وتعادل في 19 وخسر 35 مباراة، ورحل عن الفريق في نهاية عقده في يونيو عام 2014.
في نوفمبر 2014 اتجه فايلر إلى ألمانيا، حيث تولى تدريب فريق نورنبيرج في الدرجة الثانية لمدة موسمين (في الفترة ما بين 2014 حتى 2016)، واحتل الفريق معه في الموسم الأول المركز التاسع، وفي الموسم الثاني نجح في احتلال المركز الثالث من ترتيب دوري الدرجة الثانية، ولكنه فشل في الصعود إلى البوندسليجا، كما احتل الفريق قائمة ثاني أقوى هجوم في دوري الدرجة الثانية بتسجيل 68 هدفا.
من ألمانيا أتجه فايلر إلى بلجيكا حيث تولى مهمة تدريب فريق أندرلخت البلجيكي وذلك لمدة موسم ونصف تقريباً (في الفترة ما بين يوليو 2016 حتى سبتمبر 2017)، وخلال تلك الفترة، قاد فايلر الفريق في 66 مباراة، فاز في 36، وتعادل في 16، وخسر 14 مباراة، حيث أحرز معه الفريق 128 هدفًا، واستقبلت شباكه 74 آخرين. ونجح في تحقيق لقبي الدوري البلجيكي والسوبر البلجيكي، وعلى الصعيد الأوروبي نجح في قياده الفريق للوصول إلى ربع نهائي بطولة الدوري الأوروبي، حيث خسر أمام مانشستر يونايتد بهدفين لهدف.
وفي 18 سبتمبر 2017 أقيل من منصبه كمدير فني لنادي أندرلخت بسبب سوء النتائج، حيث فاز في مباراتين من أول سبعة في الدوري البلجيكي، وخسر في دوري أبطال أوروبا من بايرن ميونيخ في دور المجموعات 3-0 ليحل ثالثاً في المجموعة التي ضمت الفريق البافاري وباريس سان جيرمان وسيلتيك.
بعد إقالته من أندرلخت البلجيكي، عاد فايلر إلى سويسرا حيث تولى مهمة تدريب فريق لوزيرن السويسري وذلك في يوليو 2018، ولم يستمر معه طويلا حيث تمت إقالته من منصبه في فبراير 2019 بسبب سوء النتائج. وخاض فايلر إجمالاً مع فريق لوزيرن 26 مباراة، حقق الفوز في 11 منها وتعادل في واحد وخسر 14.
و في أغسطس 2019، تم التعاقد معه كمدير فني لفريق كرة القدم بالنادي الأهلي المصري خلفاً للمدرب مارتين لاسارتي وحقق مع النادي الاهلي السوبر المصري الذي انتهى بفوز الاهلى 3-2
.
وفي 1 أكتوبر 2020، أعلن النادي الأهلي المصري رسميًا انهاء تعاقده مع السويسري رينيه فايلر وتعيين الجنوب أفريقي بيتسو موسيماني بدلًا منه

## الإنجازات

### كمدرب
- نادي آراو
  - دوري التحدي السويسري: 2012–13
- رويال أندرلخت
  - الدوري البلجيكي الممتاز: 2016–17
  - كأس السوبر البلجيكي: 2017

- الأهلي المصري
  - كأس السوبر المصري: 2018–19
  - الدوري المصري الممتاز: 2019–20

- الفردية
  - جائزة أفضل مدرب في بلجيكا: 2017

## روابط خارجية
- رينيه فايلر السيمب على موقع قاعدة بيانات كرة القدم.إي يو (الإنجليزية)
- رينيه فايلر السيمب على موقع ناشيونال فوتبول تيمز (الإنجليزية)
- رينيه فايلر السيمب على موقع Soccerway.com (الإنجليزية)
- رينيه فايلر السيمب على موقع عالم كرة القدم.نت (الإنجليزية)